# Liste der Monuments historiques in Saint-Nabord
Die Liste der Monuments historiques in Saint-Nabord führt die Monuments historiques in der französischen Gemeinde Saint-Nabord auf.

## Liste der Objekte
| Bezeichnung               | Beschreibung                                                                                 | Standort                                  | Kennzeichnung | Schutzstatus | Datum | Bild |
| ------------------------- | -------------------------------------------------------------------------------------------- | ----------------------------------------- | ------------- | ------------ | ----- | ---- |
| Glocke                    | Bronze, 1772 gegossen                                                                        | in der Kirche Sts-Nabord-et-Gorgon (Lage) | PM88000870    | Classé       | 1922  |      |
| Gemälde Beweinung Christi | Ölfarbe auf Leinwand, vergoldeter Holzrahmen, Anfang des 17. Jahrhunderts von Nicolas Callot | in der Kirche Sts-Nabord-et-Gorgon (Lage) | PM88001195    | Classé       | 2008  |      |